# Guy Sebastian
Guy Sebastian (anglès: Guy Theodore Sebastian)  (Kelang, 26 d'octubre de 1981) és un cantant de soul, pop i góspel; compositor, productor musical i jurat de The X Factor australià d'origen malai, recordat per participar i guanyar la primera temporada d'Australian Idol el 2003.
En total ha llançat set àlbums d'estudi, un àlbum recopilatori, un DVD/CD i un Extended Play.
El 2015, va ser elegit per la televisió pública australiana Special Broadcasting Service (SBS) per representar Austràlia al Festival de la Cançó d'Eurovisió 2015, convertint-se en el primer artista a competir pel país oceànic al festival.

## Biografia
Guy Sebastian va néixer a Klang, Selangor, Malàisia, el 26 d'octubre de 1981. El seu pare, Ivan, va néixer també a Malàisia amb ascendència de Sri Lanka, mentre que la seva mare Nellie és d'ascendència anglesa i portuguesa i va ser criada a l'Índia. Es van conèixer mentre Ivan estudiava geologia a l'Índia i un any després es van casar. La família va emigrar a Austràlia en 1988 i van viure a Melbourne, Victòria per diversos anys abans de finalment mudar-se a Adelaida, Austràlia Meridional, a causa dels treballs d'Ivan com a geòleg. De petit, Sebastian va prendre classes de violí, i encara que no tenia cap entrenament formal en altres instruments musicals també toca la guitarra, bateria i piano. Guy Sebastian, exmembre de la banda Planetshakers de 2002 a 2005 va ser un líder d'adoració que va gravar àlbums per a l'Església Planetshakers Church a les conferències de Paradise Community Church, va guanyar el primer Australian Idol i es va convertir en una estrella massiva al país.

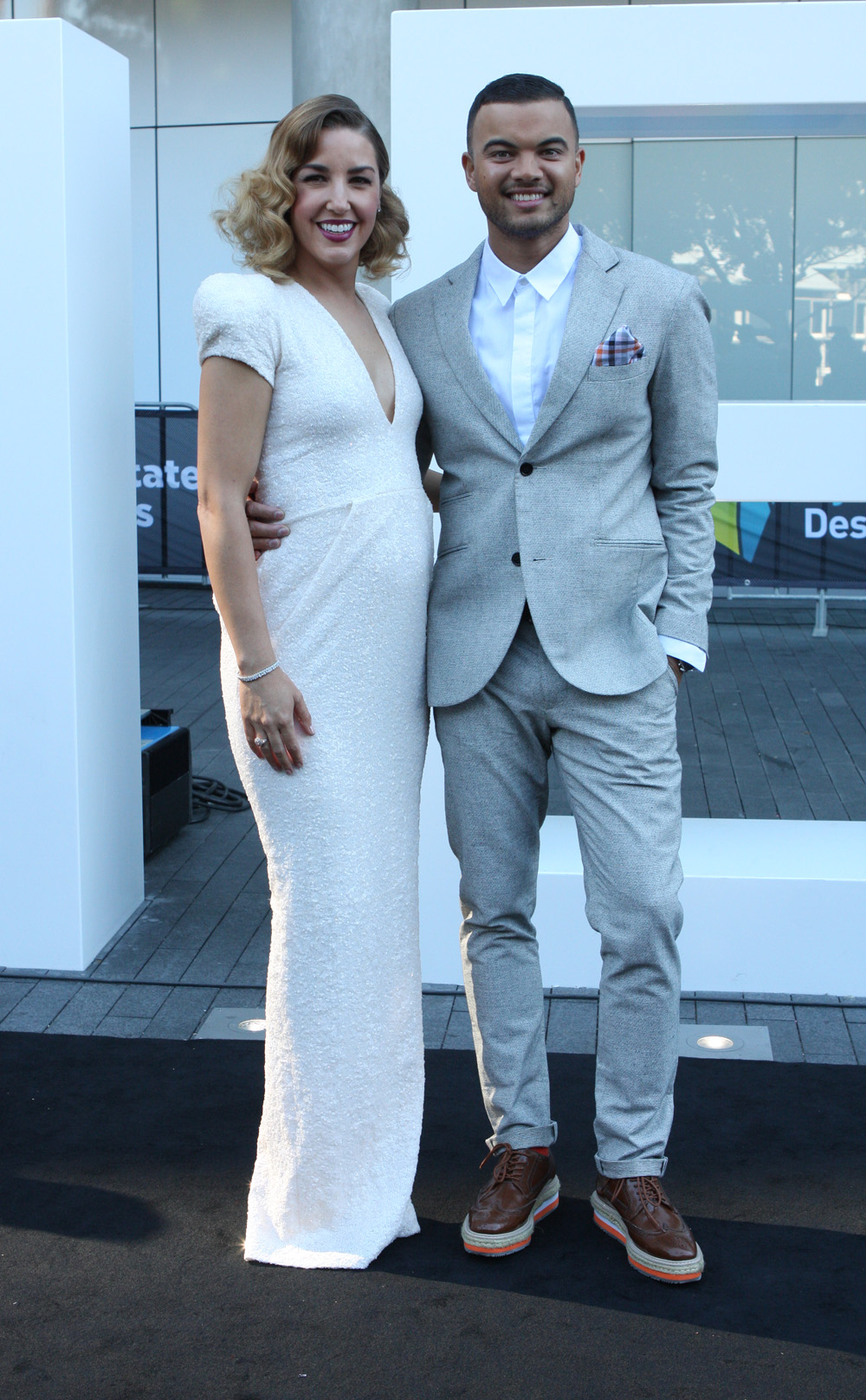
Jules i Guy Sebastian, Premis ARIA, desembre de 2013.

## Carrera artística

### Començaments:Just as IAm
Dins d'un dia d'esdevenir l'ídol australià en primer lloc, Sebastián va començar a gravar el seu àlbum debut, que va haver de ser completat en sis dies per assegurar-se que estava fora del Nadal. Malgrat aquesta limitació en el temps, l'àlbum inclou tres cançons co-escrites per Sebastián. El seu guanyador de la cançó de "Angels Brought Me Here" debutar en el número u i va ser el més venut només a Austràlia el 2003, aconseguint els 4 × acreditació de platí  Al gener de 2010, quan ARIA havia publicat les llistes dels més venuts de la dècada anterior, Angels Brought Me Here va ser nomenada la cançó més venuda de la dècada, per davant de la coberta d'Anthony Callea de The Prayer. Àlbum de debut de Sebastián Just As I Am va ser llançat al desembre de 2003 i va debutar en el número u. La seva primera setmana de vendes de 163.711 unitats són la segona més alta una setmana de vendes a la història de les llistes ARIA. Just As I Am va assolir unes vendes de 480.000, uns pocs milers de curts de platí × 7, i és l'àlbum més venut de la història llançat per un concursant d'Australian Idol. "Angels Brought Me Here" també va aconseguir el número u a Malàisia (país de Sebastian), Singapur, Filipines, Indonèsia i Nova Zelanda. Just As I Am va aconseguir el número tres i va aconseguir el doble platí a Nova Zelanda, amb "Angels Brought Me Here" aconseguint l'acreditació de platí allà. A principis de 2004 Sebastián i els finalistes d'Austràlia Idol van fer gires per Austràlia i Sebastià va aparèixer a l'Àsia Premis MTV, va ser un jutge convidat a New Zealand Idol i va actuar a Indonesian Idol. El seu segon senzill "All I Need Is You" va ser llançat al març i va debutar al número ui va ser platí d'acreditats, i també va aconseguir el número cinc a Nova Zelanda. Després d'un viatge promocional a Malàisia a l'abril va viatjar a Europa i als Estats Units per escriure el seu segon àlbum, i a l'estranger, mentre que ell va ser convidat a tocar a American Idol.

### 2004-2005: BeautifulLife
El segon àlbum de Sebastian " Beautiful Life " va tenir molt R&B a l'inclou i "Forever with you", un duet amb el cantant de R&B Mya. També contenia cançons que ell va coescriure al costat de Robin Thicke i Brian McKnight.
El primer senzill, "Out with my baby", ser llançat a l'octubre, número u consecutiu de Sebastian i obtingut l'acreditació de platí. Sebastià va realitzar el 2004 ARIA Music Awards, on va rebre el premi a l'únic més venut de "Angels Brought Me Here", i el Canal de V Oz Artista de l'Any. També va ser nominat per a Àlbum més venut de Just as I Am. Beautiful Life va ser llançat a l'octubre, debutant en el número dos. Va aconseguir acreditació de platí, i va arribar a vendre més de 100.000 unitats. Sebastián es va embarcar en una gira nacional al novembre, amb una segona etapa, de març a juny de 2005 més senzills van ser llançats de l'àlbum, "Kryptonite", que va aconseguir el lloc número quinze, i "Oh Oh", al número onze. El 2005 Sebastián rebut premis per vídeo Favorito, Artista Favorito, i el favorit australià als Kid Choice Award de Nickelodeon, i un premi de MTV Video Music Award per "Out with my baby". També va rebre una nominació per a l'àlbum més venut de Beautiful Life a l'ARIA Music Awards. Va passar algun temps a l'estranger per escrit per al seu tercer àlbum en 2005, i al desembre va ser nomenat com a finalista per a l'estat de Young Australian of the Year Award.

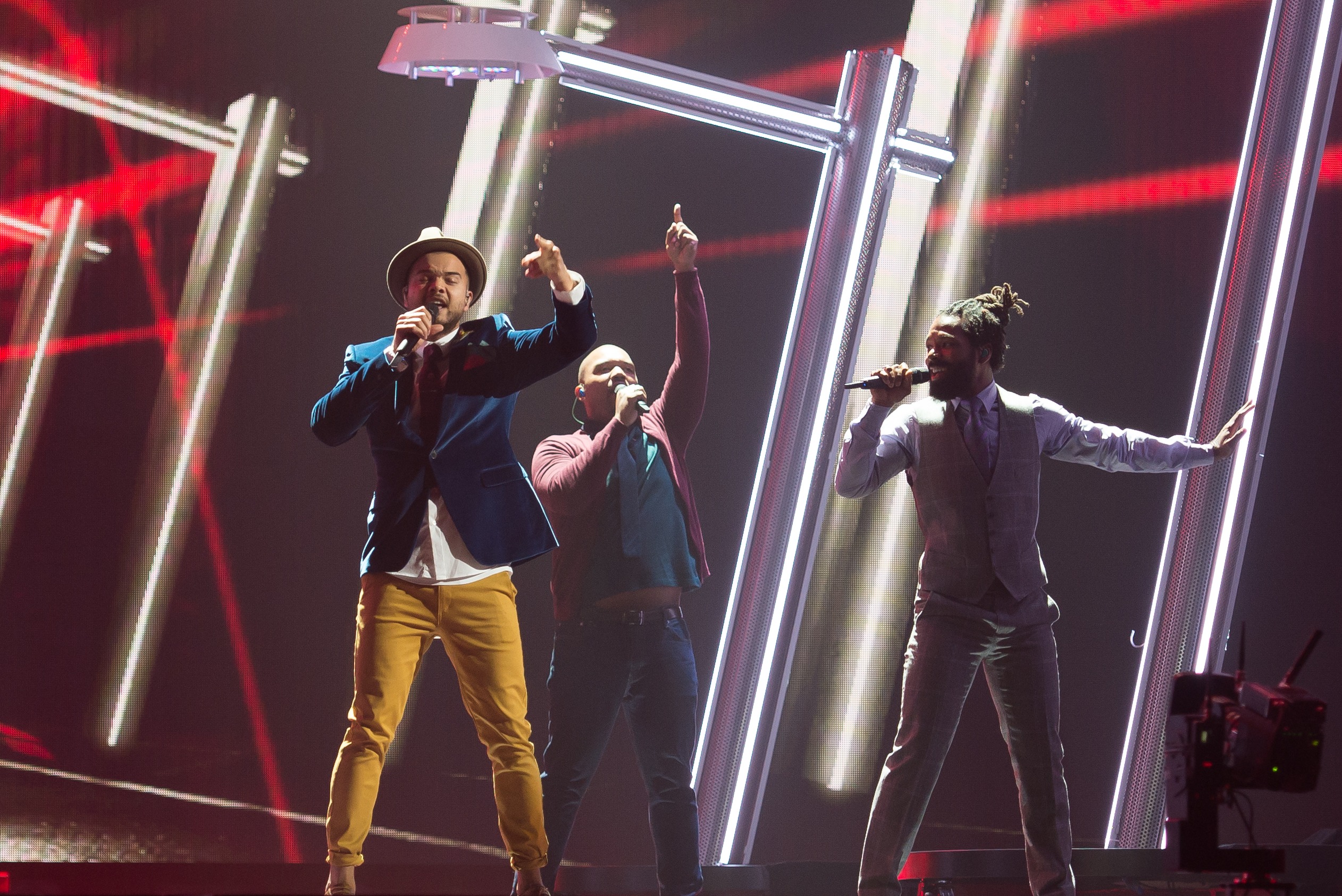
Sebastian al Festival d'Eurovisió 2015.

### 2006-2007: Closerto theSun
El tercer àlbum de Sebastià "Closer to the Sun" era una barreja de gèneres, incloent pop, R&B, soul, pop-rock i el jazz. Va ser sobretot coescrit amb músics d'Austràlia, com Sebastián eliminat la majoria de les cançons que havia escrit en els seus viatges a l'estranger el 2005. El primer senzill, la balada "Taller, Stronger Better", 3536 va ser llançat a de En 2006, i debutar al número tres, i assolit l'acreditació d'or. Closer to the sun va aconseguir el número quatre i el platí acreditació El vídeo del seu segon "Elevator Love" apareix l'ex Miss Univers Jennifer Hawkins com el seu interès amorós. Aquest número onze single va assolir l'or i l'acreditació. Sebastián va rebre un premi pel treball exercit la major part urbana de "Oh Oh" el 2006 Premis de la Música APRA. "Oh Oh" també va ser guardonat Millor Video  i Millor Artista anomenat en els Premis de Música Urbana, i per al segon any consecutiu va rebre el premi fav Aussie en els premis Nickelodeon Kids Choice.

### 2015: Festival d'Eurovisió
A causa de l'enorme interès a Austràlia pel Festival de la Cançó d'Eurovisió i d'haver preguntat per la possibilitat de participar, el 2015 se li va permetre a la televisió pública australiana Special Broadcasting Service (SBS) la seva participació de ple dret al festival. Per això va triar internament Sebastian per representar Austràlia al Festival de la Cançó d'Eurovisió 2015 en el debut del país com a participant. Amb la cançó "Tonight again" va participar directament a la final obtenint el cinquè lloc.

## Discografia
| Àlbums d'estudi - 2003: Just as I Am - 2004: Beautiful Life - 2006: Closer to the Sun - 2007: The Memphis Album - 2009: Like It Like That - 2012: Armageddon - 2014: Madness Àlbums recopilatoris - 2010: Twenty Ten | DVD/CD - 2008: The Memphis Tour EP - 2007: EP Your Song - 2009: Guy Sebastian EP |

## Vida personal
A finals del 2007, després de vuit anys de festeig, Sebastian i la seva xicota Jules Egan es van comprometre. Es van casar a Manly, Nova Gal·les del Sud, el 17 de maig de 2008. Tenen dos fills nascuts el 3 de març de 2012 i el 17 d'abril de 2014.
Té un patrimoni net d'11 milions de dòlars.